# Боголюбов Михайло Миколайович
Боголю́бов Михайло Миколайович (11 (24) січня 1918, Київ — † 25 листопада 2010) — сходознавець. Доктор філологічних наук (1957), листопада професор (1959), академік РАН (1990). Державні нагороди СРСР — орден Дружби народів та Трудового Червоного Прапора. Син Миколи Михайловича Боголюбова, брат Миколи Миколайовича та Олексія Миколайовича Боголюбових.

## Біографія
Навчався в Українському інституті лінгвістичної освіти (1935–1936), закінчив Ленінградський університет (1941). Працював викладачем Військової академії (Москва, 1941–1944), на філологічному факультеті Московського університету (1944–1946), Ленінградського університету (від 1946): 1960–1995 — декан східного факультету, від 1995 — почесний декан факультету. Водночас — науковий співробітник Ленінградського відділення Інституту сходознавства АН СРСР (1946, 1958–1961). Читав лекції в Каліфорнійському (Лос-Анджелес, Берклі), Тегеранському і Кабульському університетах. Основні напрями наукових досліджень: порівняльно-історичне вивчення іранських мов, етимологічні розвідки та публікація пам'яток согдійської писемності, хорезмій, мови та дослідження арамейських написів. Праці з перської, таджицької, хорезмійської, ягнобської, согдійської, арабської, єврейської мов.

## Праці
- Древнеперсидские этимологии // Древний мир. Москва, 1962;
- О двух арамейских надписях из собрания Поньона // Восточная филология. Тбилиси, 1972;
- Арамейская версия лидийско-арамейской билингвы // ВЯ. 1974. № 6;
- Отражение названий звезд и созвездий Лунного Зодиака в согдийской ономастике // Иран. языкознание. 1981. Москва, 1985;
- Праздник «Сокрушения Вритры» в древнем Хорезме // Изв. АН СССР. Сер. лит-ры и языка. Москва, 1985. Т. 44, № 3;
- Армазская эпитафия // Ирано-афразий. контакты. Москва, 1987;
- Православие на Дальнем Востоке: Сб. ст. С.-Петербург, 1996.